# Kovács István (villamosmérnök)
Kovács István (Kolozsvár, 1919. március 21. –) romániai magyar villamosmérnök, műszaki író, egyetemi docens. Kovács István régész fia.

## Életútja
Szülővárosa Unitárius Kollégiumában érettségizett (1938), felsőfokú tanulmányait az I. Ferdinand Egyetemen fizika-kémia szakán kezdte, majd a temesvári műegyetem gépészmérnöki karán folytatta, a Budapesti Műszaki és Gazdaságtudományi Egyetemen (BME) szerzett villamosmérnöki oklevelet (1948). Hazatérése után a Kolozsvári Mechanikai Intézet, a későbbi Műegyetem tanársegédje, adjunktusa és 1952-től docense nyugalomba vonulásáig.
Tudományos dolgozatai romániai szakfolyóiratokban, a kolozsvári műegyetem tanulmánygyűjteményeiben, a Román Akadémia és az Ukrán SZSZK Akadémiája kiadványaiban jelentek meg. Tárgykörük a középkori erdélyi kohászat története, a nagyfrekvenciás hőkezelő készülékek tervezése és kivitelezése, a hőkezelő műhelyek berendezései, a nagyfrekvenciás generátorok és az elektronikus fáradás-vizsgáló gépek szerkesztése, a hőkezelő kemencék számára készített elektronikus automata hőszabályozó berendezések, a porkohászati eljárással előállított érintkezők problematikája. Számos szakmai és ismeretterjesztő előadást tartott, s műszaki érdemeiért a Közoktatásügyi Minisztérium kitüntette (1958).
Magyarra fordította az Atanasiu-Irimiescu-Deptea-féle, társszerkesztőként is jegyzett középiskolai tankönyvet (A fémmegmunkálás technológiája, szerszámai és munkagépei. 1980, 1985).

## Sokszorosított főiskolai jegyzetei
- Măsuri mecanice (Kolozsvár, 1950);
- Îndrumător de lucrări de laborator pentru analize metalografice (társszerző Horia Colan, Kolozsvár, 1952);
- Îndrumător pentru lucrări de laborator la tehnologia și utilajul tratamentelor termice (társszerző Gheorghe Vermeșan, Kolozsvár, 1965);
- Tehnologia și utilajele tratamentelor termice I-II (Kolozsvár, 1981-82).